# Bag (Hungria)
Bag é uma vila da Hungria, situada no condado de Peste. Tem 23,55 km² de área e sua população em 2019 foi estimada em 3.703 habitantes.